# سنة ضوئية

برج قنطوري ويظهر فيها النجمان ألفا وبيتا.

السنة الضوئية (بالإنجليزية: Light Year)‏ (ويرمز لها بالرمز: ly) هي وحدة قياس تستخدم للمسافات الكبيرة والبعيدة جداً كالمسافة بين الأرض والنجوم. ' وتعرف السنة الضوئية باختصار ('المسافة التي يقطعها الضوء في سنة واحدة).
تبلغ سرعة الضوء ≈ 300 ألف كيلومتر/ثانية، وبهذه السرعة فإن الضوء يقطع 18 مليون كيلومتر في الدقيقة وهذه تسمى الدقيقة الضوئية. تبلغ المسافة التي يقطعها الضوء في سنة واحدة 9,460,730,472,580,800 متر أي أنها تبلغ 9.461 تريليون كيلومتر أو 5.878 تريليون ميل أو 63241.077 وحدة فلكية. المسافات في الكون شاسعة جداً بحيث تقاس بالسنوات الضوئية وهي المسافة التي يقطعها الضوء في السنة، حيث أن سرعة الضوء تساوي 299,792,458 م/ثانية وهي السرعة القياسية القصوى في الكون بحيث لا يوجد شيء أسرع من الضوء.
- يعد نظام القنطوري الألفا وهو نظام مكون من نجمين، أقرب نظام نجوم إلينا، وتبلغ المسافة بيننا وبينهم نحو 4,34 سنة ضوئية. كما يوجد بالقرب منهم نجم يسمى القزم الأحمر ولونه برتقالي، يبعد هذا النجم عنا 4,22 سنة ضوئية عن الشمس. ويختلف العلماء عما إذا كان القزم الأحمر ينتسب إلى نظام القنطوري.
- عندما يصل ضوء القنطوري إلى أعيننا يكون قد مر عليه في الطريق 4,34 سنة. أي أننا نراه على حالته التي كان عليها منذ 4.34 سنة. وإذا انفجر النجم مثلا الآن فإننا لن نعرف ذلك إلا بعد أن يصل إلينا ضوء الانفجار، أي بعد مرور 4,34 من السنين.